# Диария
Диарията (на латински: Diarrhoea) е патологичен процес, характеризиращ се с изхвърлянето на изпражнения с увеличено водно съдържание. Обикновено е многократно през деня – повече от три пъти. Това довежда до загуба на течности и електролити с последващи нарушения в киселинно-алкалното състояние на организма. Променя се цвета на изхожданията и миризмата. Често диарията е съпроводена с повръщане, висока температура и намален прием на храна и течности. В по-тежките случаи се появяват изостряне чертите на лицето, хлътване на очите, намалена еластичност на кожата, поради намаляване на телесните течности, ацетонов дъх от устата, изсъхване на устните и езика, който става бял и обложен.
Диарията бива остра и хронична. Острата диария настъпва внезапно и продължава по-малко от 2 седмици. Най-често се дължи на вирусни инфекции. Хронична е диарията, която продължава повече от 2 седмици.
Диарията е основен признак при редица заболявания като салмонелоза, холера, доброкачествени и злокачествени туморни заболявания, в резултат на отравяния и дори стрес.